# Schumanova deklaracija
Schumanova deklaracija oz. Schumanov plan je bil predlog, s katerim bi se združili francoski in nemški proizvodnji premoga in jekla pod skupno Visoko oblast, čemur bi se kasneje pridružile tudi ostale države. Glavno vlogo pri ustvarjanju deklaracije in posledično Evropske skupnosti je imel Robert Schuman, ki je leta 1950 z branjem deklaracije postavil temelje za politični razvoj po koncu druge svetovne vojne in odprl pot evropskim integracijam. Schumanova deklaracija je bila prebrana 9. maja 1950, en dan po peti obletnici konca druge svetovne vojne v Evropi. Bila je uspešna iniciativa, saj je vodila do nastanka Evropske skupnosti za premog in jeklo leta 1951 in položila temelje za Rimski sporazum leta 1957, ki je vodil do nastanka Evropske gospodarske skupnosti. Francosko-nemški konflikt, ki je bil tako osrednji za evropsko in svetovno vojno, se je v okviru Schumanove deklaracije preoblikoval v mirovni pakt prostovoljnega sodelovanja in povezovanja. Danes ta dvostranski odnos, ki se nahaja v razširjenem kontekstu Evropske unije, ostala v mnogih vidikih glavno oporišče integracije. Sodelovanje med evropskimi državami naj bi bilo zasnovano tako, da bi med njimi ustvarjalo skupne interese, ki bi vodilo v politično sodelovanje ter umirjanje odnosov med njimi.
Na deklaracijo se je pozitivno odzval Konrad Adenauer, prvi kancler Zvezne republike Nemčije, kot tudi vlade Nizozemske, Belgije, Italije in Luksemburga, kar je 18. aprila 1951 vodilo do podpisa Pariške pogodbe, ki je ustvarila Evropsko skupnost za premog in jeklo. O deklaraciji sta bili obveščeni tudi britanska in ameriška vlada.

## Robert Schuman
Robert Schuman se je rodil leta 1886 v Luksemburgu, v kraju Clausen. Na univerzah v Bonnu, Berlinu, Strasbourgu in Münchnu je študiral pravo, leta 1912 pa je v Metzu odprl odvetniško pisarno. Čez dve leti je izbruhnila prva svetovna vojna in Schuman je bil zaradi zdravstvenih razlogov opravičen služenja vojaškega roka. Francoski državljan je postal šele po koncu prve svetovne vojne, leta 1918. Po vojni se je podal v politične vode in bil leta 1919 izvoljen za poslanca na območju Alzacije in Lorene; mandat je ohranil ob vseh volitvah do leta 1962. V dvajsetih in tridesetih letih je bil član in nekaj letu tudi predsednik Komisije za Alzacijo in Loreno ter poslanec v francoskem parlamentu. Ob začetku druge svetovne vojne je bil državni podsekretar v dveh zaporednih francoskih vladah, vključil pa se je tudi v odporniško gibanje in bil ujet. Komaj se je izognil deportaciji v koncentracijsko taborišče Dachau in pobegnil v ilegalo.  Po drugi svetovni vojni je bil med leti 1946 in 1955 član več francoskih vlad: najprej kot minister za finance, kot predsednik vlade leta 1947, od 1948–1953 kot zunanji minister Francije, leta 1955 pa je postal še minister za pravosodje. Postal je ključni pogajalec velikih pogodb in sprememb, kot so bile Svet Evrope, Marshallov plan in Nato. Leta 1958 je bil izvoljen za predsednika Evropske parlamentarne skupščine (tako se je sprva imenoval Evropski parlament) v Strasbourgu. Leta 1962 se je umaknil iz političnega življenja in napisal delo Za Evropo, 4. septembra 1963 je umrl v francoskem kraju Scy-Chazelles.
Čeprav so Roberta Schumana leta 1960, potem ko je dve leti kot prvi predsednik predsedoval Evropski parlamentarni skupščini, med stoječimi ovacijami uradno razglasili za »očeta Evrope,« ostaja njegovo ime danes pogosto spregledano. Toda tisto, po čemer je Schuman postal najbolj znan, je to, kar se danes imenuje »Schumanova deklaracija«, v kateri je predlagal Zahodni Nemčiji in ostalim evropskim državam, da sodelujejo pri združitvi njihovih gospodarskih interesov. Prepričan je bil, da bo to vojno med državami podpisnicami, naredilo »ne samo nepredstavljivo, ampak materialno nemogočo«.

## Zgodovinsko ozadje
V letih po drugi svetovni vojni je kljub porazu nacizma in fašizma v Evropi prevladovalo napeto ozračje, polno kriz, sporov in pričakovanj o obnovi razdeljene in porušene Evrope. Evropa in njeni voditelji so se znašli pred pomembnim vprašanjem, kakšno pot izbrati naprej. Povojno evropsko sodelovanje je šlo v smeri zavedanja šibkosti evropskih držav in prepričanja, da se je treba vojne med njimi za vsako ceno izogniti. Leta 1948 je bila na pobudo ZDA ustanovljena Organizacija za evropsko gospodarsko sodelovanje (OEEC), ki naj bi liberalizirala trgovino med državami članicami ter okrepila denarno in gospodarsko sodelovanje. Aprila 1949 je sledila ustanovitev Severnoatlantske pogodbene organizacije, 5. maja 1949 pa je bil ustanovljen Svet Evrope po medvladnem modelu, ki naj bi lajšal politično sodelovanje med evropskimi državami.
Francosko iskanje smeri, ki bi povezale evropske države, so bile skupek idej o evropski konstrukciji ter predvsem političnih in ekonomskih interesov. Pomemben del francoskega političnega interesa je bila geopolitična motivacija, saj se je Francija želela obdržati na položaju velike sile, kar je bil tudi ključni element v sestavljanju evropske integracije, načrtovala je tudi povojno obnovo ter modernizacijo lastne industrije. Na francosko politiko v Evropi pa je vplivala tudi zunanja politika ZDA ter Velike Britanije, razmere v Nemčiji, začetki hladne vojne, izbruh korejske vojne in napetosti v francoskih kolonijah. Francija je po vojni želela zagotoviti vse pogoje, ki bi preprečevali bodočo nemško agresijo, kar se je izrazilo z zahtevami po demilitarizaciji, decentralizirani nemški vladi, francoski uradniki so pogosto uporabljali tudi veto, ki ga je imela vsaka članica Zavezniškega nadzornega sveta, da bi preprečili uvajanje politik, ki so bile v nasprotju s francoskimi silami, kar je zaostrovalo odnose z ostalimi državami članicami. Marca 1948 so Francija, Združeno kraljestvo ter države Beneluksa podpisale Bruseljsko pogodbo, s katero so se zavzele za skupno obrambo in preprečevanje ponovne nemške oborožitve, ZDA pa so le to videle kot ključnega pomena za Evropo. Francosko vodstvo je do leta 1948 uvidelo, da nameravajo ZDA v Zahodni Nemčiji utrditi branik proti sovjetski ekspanziji s francosko podporo ali brez nje. Reforma valute in gospodarska liberalizacija sta junija 1948 dali zagon zahodnonemškemu gospodarstvu, kar je slabo kazalo francoskim načrtom v Nemčiji.
Francoski strah je bil potrjen novembra 1948, ko so poveljniki bizone izdali načrt o reorganizaciji nemške industrije, premoga, železa in jekla, da bi spodbudili nemško gospodarstvo rast, prav tako, da bo prihodnji nemški vladi dovoljeno odločati o lastništvu rudnikov, kjer je Francija ravno nasprotno želela, da bi bilo lastništvo preneseno v mednarodno last. Francoski vpliv na okupacijsko politiko je upadal in jeseni 1948 je bila izražena želja po spremembi francoske taktike. Negativna taktika, ki je temeljila na predpostavki, da nemško gospodarsko okrevanje ogroža Francijo, je bilo potrebno zamenjati z drugačnim pristopom. To strategijo je sprejel Schuman, ko je bila začrtana med njegovimi podrejenimi.
Ko je leta 1948 Robert Schuman zasedel mesto francoskega zunanjega ministra, je začel voditi drugačno politiko do Nemčije. Pridružil se je ZDA in Združenemu kraljestvu pri procesu ponovne vzpostavitve suverenosti Nemčije v gospodarskih in političnih zadevah, saj je Francija pristala na ustanovitev začasne nemške vlade. Vendar se je Schuman bal, da so bile ZDA v ospredje pripravljene postaviti okrevanje Zahodne Nemčije, ki bi bilo pomembno za protiutež sovjetski ekspanziji, kot pa okrevanje Zahodne Evrope kot celote.

## Jean Monnet
Pri Schumanovi deklaraciji je veliko vlogo odigral Jean Monnet, rojen leta 1888 v Cognacu v Franciji. Monnet je bil med letoma 1946 in 1952 direktor agencije, zadolžene za usklajevanje francoske notranje gospodarske obnove, Commissariat général du Plan, leta 1952 je postal prvi predsednik Visoke oblasti Evropske skupnosti za premog in jeklo od 1955–1957 pa je bil tudi predsednik akcijskega odbora za Združene države Evrope. Svoj dolgoročni francoski obnovitveni načrt je poimenoval Monnetov plan, ki je, čeprav napovedal Schumanovo deklaracijo, veliko manj znan.

### Pot do deklaracije in Monnetov memorandum
Francija se je do pomladi 1950 soočala z resnimi težavami na področjih, ki so bila pomembna za njeno evropsko strategijo. Zaskrbljujoč problem s francoskega vidika je bilo poslabšanje odnosov med ZDA in Sovjetsko zvezo, saj so se z začetkom blokade Berlina britanski in ameriški interesi usmerili od gospodarskega okrevanja Evrope proti evropski (tudi zahodnonemški) oborožitvi. Ena glavnih francoskih skrbi povojne Francije je bila relativna nerazvitost njenega gospodarstva v primerjavi z Zahodno Nemčijo in Združenim kraljestvom, med panogami pa je bila posebej pomembna trgovina s premogom. Težava je bila v tem, da je imela Francija dovolj jekla, premoga pa ne in zahodnonemški premog, zlasti iz Porurja, je bil ključen za francosko povojno industrializacijo. Zahodna Nemčija se je premikala proti vse večji neodvisnosti, moči in sčasoma ponovni oborožitvi, do takrat pa je bil njen industrijski potencial še pod oblastjo okupacije. Šlo je v smer, da bi dosedanje institucije za nadzor razpustili ali spremenili v mednarodne institucije, v katerih bi lahko sodelovala Zahodna Nemčija.  Monnetova politika oz. načrt je bil, da se omeji zahodnonemško proizvodnjo jekla ter uvede francoski nadzor nad industrijo Posarja ter nad industrijsko močjo Porurja, saj si je Francija namesto gospodarsko močne in oborožene, želela razdrobljeno Zahodno Nemčijo. V teh okoliščinah je Robert Schuman s svojimi sodelavci iskal načine krepljenja francoske zunanje politike, nov pristop k reševanju francosko-nemških odnosov in francosko-nemško sodelovanje v industriji premoga in jekla bi bilo neizogibno za modernizacijo Francije, kar je pripeljalo do ideje, ki je bila predstavljena s Schumanovo deklaracijo.
Zgodovinski francoski predlog združitve francoske in zahodnonemške industrije premoga in jekla je imel torej različne izvore. Francija je bila »prisiljena« sprejeti nemško enakost, sploh s tem, ko je Zahodna Nemčija septembra 1949 dobila vlado in se pridružiti ZDA po prelomu s Sovjetsko zvezo. Posledice teh dogodkov naj bi povzročile, da so Monnetove ideje o evropski enotnosti zaživele maja 1950 in ne prej.
4. maja 1950 je Monnet v memorandumu, naslovljenem na Roberta Schumana, francoskega zunanjega ministra in Georgesa Bidaulta, francoskega premierja, razkril vrsto opažanj in predpostavk, ki so privedle do predlogov, zapisanih v deklaraciji z dne 9. maja 1950. Monnet je začel s hladno vojno, ki je med političnimi voditelji ustvarila zasledovanje enega samega cilja, prisiliti nasprotnika (Sovjetsko zvezo), da popusti in s tem zasenčila iskanje rešitve problema. Druga opazka je bil nemški problem, kjer je predlagal korenito preureditev nemških odnosov v Zahodni Evropi. V zvezi z okrevanjem in obnovo Francije je Monnet prepoznal večno dilemo države, ki leži poleg vodilne industrijske sile v Evropi in se je sprijaznila, da je bila celotna francoska proizvodnja zaradi tega trajno prizadeta. Nadalje se je posvetil vprašanju organizacije Evrope, kjer je prišel do zaključkov, da je za prihodnji mir oblikovanje dinamične Evrope nepogrešljivo. Poskusi OEEC-ja, Sveta Evrope ter Bruseljske pogodbe niso naredili pravih napredkov, zato je Jean Monnet predlagal transformacijo preteklih oblik sodelovanja z ustanovitvijo novih oblasti. Končna observacija pa se je naslonila na vlogo Francije v Evropi, na svetu in v evropskih integracijah, kjer je Monnet poudaril, da more iniciativa o evropskih integracijah priti iz Francije. Če ta pregled Monnetovega memoranduma postavimo v kontekst Schumanove deklaracije, ki je nastala kasneje, lahko vidimo, da je šlo za izključno francosko pobudo, ki je trdno temeljila na Monnetovi politični strategiji za izgradnjo Evrope.
Pri vlogi Jeana Monneta se avtorji med sabo razlikujejo. Nekateri trdijo, da je sodeloval pri oblikovanju besedila in zasnovi, nekateri pa, da je bil navdih in avtor Schumanove deklaracije. Prav tako je bilo poudarjeno, da je Schuman sprejel Monnetovo zamisel o združevanju premoga in jekla bolj zaradi diplomatske uporabnosti, saj je upal, da bo s tem rešil svojo šibko in do takrat morda celo neuspešno zunanjo politiko. Vendar pa Monnetovih zamisli verjetno ne bi bilo mogoče uresničiti brez močne podpore Schumana in njegovih sodelavcev.

## Deklaracija
Začetek je sicer sprožilo vprašanje glede proizvodnje premogla in jekla na stičišču Francije, Zahodne Nemčije in Beneluksa, vendar je šlo za več kot le načrt skupne oblasti nad proizvodnjo, saj je Schuman »uporabil« ekonomijo in politiko kot pot za spravo, sploh med Francijo in Zahodno Nemčijo. Ideja pa je izvirala tudi iz želje po procesu maksimiranja nacionalnih interesov, tako političnih kot gospodarskih in ni šlo zgolj za rezultat nadnacionalnih misli ustanovnih očetov, Jeana Monneta in Roberta Schumana. Schumanov načrt naj bi stabiliziral oskrbo s premogom in prinesel pošteno konkurenco, nizke potrošniške cene in industrijsko koncentracijo v Porurju. Ta predlog je združil dva glavna sektorja težke industrije – premog in jeklo – pod nadzor nove evropske institucije. Z njo je Schuman ponudil enakopravno sodelovanje med Francijo in Zahodmo Nemčijo. Schumanova deklaracija je bila odločitev za skupno oblast nad proizvodnjo premoga in jekla, prizadevala pa si je tudi za zagotovitev trajnega miru in preprečitev izbruha nove vojne. Ideja temelji na ideji sprave, združene ter močne Evrope. Deklaracija je sicer novost, vendar so o razvoju Evrope ter o enakovrednem povezovanju evropskih držav že pred drugo svetovno vojno in po njej razmišljali razni misleci in politiki, npr. Winston Churchill je septembra 1946 razmišljal o tem, da bi lahko Evropa živela »v miru, varnosti in svobodi« le če bi se oblikovale neke vrste Združene države Evrope, kjer bi moral biti prvi korak sodelovanje med Francijo in Nemčijo. Vendar je bil Schuman kot francoski zunanji minister prvi, ki je oblikoval konkreten politični načrt, prevzel odgovornost in vodil daljši družbeni proces.
Schuman je sprejel predlog Jeana Monneta, ki so ga v veliki tajnosti predelali v desetih dneh. 9. maja je ob 18. uri Schuman v okrožju Quai D'Orsay, na sedežu francoskega ministrstva za zunanje zadeve v Parizu prebral deklaracijo, ki danes nosi njegovo ime. Medtem so v Bonnu Konrada Adenauerja obvestili o dogajanju in ob 20. uri je na tiskovni konferenci podal svoj pritrdilni odgovor na dogajanje. Tako Adenauer kot Schuman sta bila izkušena in realistična politika, ki sta se zavedala, da z novo nemško-francosko skupno suverenostjo nad dvema ključnima industrijama veliko tvegata, vendar naj bi to kazalo veliko mero njune zavezanosti k Evropi.

### Vsebina
Schuman deklaracijo odpre z uvodno izjavo in s  poimenovanjem ukrepa Francije kot drznega in konstruktivnega in kot prvi razlog francoskega ukrepanja navede mir. Francija torej s Schumanovo deklaracijo pet let po koncu druge svetovne vojne »uresničuje prvo odločilno dejanje izgradnje Evrope in k temu pridružuje Nemčijo.« Kot pogoj za združevanje Evrope Schuman v deklaraciji izpostavi »prenehanje stoletnega nasprotja med Francijo in Nemčijo. Začetno delo mora zadevati predvsem ti dve državi.« Globalna vizija Schumanove deklaracije je najjasneje vidna že v uvodnem delu pri sklicevanju na »svetovni mir« in po ohranitvi le tega z »ustvarjalnimi napori.« Globalna vizija pa je vidna tudi v tem, komu je pravzaprav ta deklaracija in njeno bistvo namenjeno. Schuman navede, da bodo »Porurje, Posarje in francoski bazeni skupno delovali in bodo s svojim miroljubnim delom koristili vsem Evropejcem, ne glede na to, ali so na Vzhodu ali na Zahodu, ter vsem ozemljem, še posebej Afriki, ki svoj razvoj in blaginjo pričakujejo od stare celine.« Nadalje preide na bistvo deklaracije, kjer v imenu francoske vlade predlaga postavitev celotne francosko-nemške proizvodnje premoga in jekla pod skupno Visoko oblast, v okviru organizacije, ki je odprta za soudeležbo drugih evropskih držav. Združevanje evropskih narodov naj bi se torej začelo s Francijo in Zahodno Nemčijo, nadalje pa bi bilo odprto za vse države, ki bi bile pripravljene sodelovati.
Deklaracija je bila torej odločilen predlog, vendar motivirana z vizijo nove prihodnost za obe vpleteni državi in Evropo – prihodnost brez vojne, saj Schuman nadaljuje z delom, kjer pojasni, da bodo z združitvijo proizvodnje postavljeni skupni temelji za gospodarski razvoj, predvsem pa bo materialno neizvedljiva kakršna koli vojna med Zahodno Nemčijo in Francijo. Schumanova deklaracija se namreč nanaša predvsem na regije, ki so bile dolgo časa namenjene izdelavi streliva in vojnega orožja, katerega največja in najbolj stalna žrtev so bile same. S tem delom je prvič v zgodovini velika politična deklaracija obravnavala človeško sposobnost samouničenja.
S temi ukrepi naj bi se vsem državam članicam zagotovili enaki pogoji, ki bi postali temelj za njihovo gospodarsko združitev. Skupna proizvodnja »bo, brez razlike ali izključevanja, na voljo vsemu svetu, da bi tako prispevala k dvigu življenjske ravni in k napredku dela za mir.« Schuman v deklaraciji govori o vzpostavitvi »gospodarske skupnosti, ki bi lahko vodila do obsežnejše in globlje skupnosti držav, ki so jih dolgo ločevale krvave delitve.« Čeprav ne navaja izrecno, da je ta širša in globlja skupnost edina alternativa vojskovanju, je celoten dokument strukturiran na tej predpostavki.
S povečanimi sredstvi bi se lahko Evropa usmerila v uresničevanje ene od svojih bistvenih nalog: razvoj afriške celine. Ta predlog bo udejanjil prve konkretne temelje evropske federacije, ki je »nujna za ohranitev miru.« Za to nalogo bo odgovorna skupna Visoka oblast, ki bo v najkrajšem možnem času zagotovila naslednje: modernizacijo proizvodnje in izboljšanje njene kakovosti, oskrbo francoskega in nemškega trga ter pridruženih držav s premogom in jeklom pod enakimi pogoji, razvoj skupnega izvoza v druge države, izenačenje oziroma izboljšanje življenjskih razmer za delovno silo v teh industrijah. Da se bo vse to lahko uresničilo, sploh zaradi neenakomernih razmer v katerih se trenutno nahaja industrija v državah pristopnicah, bo treba izvajati prehodne ukrepe. Ti prehodni ukrepi so bili načrtovani, da bi lajšali racionalizacijo proizvodnje. Prav tako se je načrtovalo, da bo promet premoga in jekla med državami pristopnicami takoj oproščen vseh carinskih dajatev in ne bo podvržen različnim transportnim tarifam. Deklaracija poudari, da bo organizacija težila k spojitvi trgov in razširitvi proizvodnje, za razliko od mednarodnih kartelov, ki skušajo omejevati in izkoriščati nacionalne trge. Pogajanja, ki jih je deklaracija smatrala kot nujna, naj bi bila načrtovana s prisotnostjo in pomočjo soglasno imenovanega sodnika, ki bo dolžan skrbeti, da bo vse sprejeto v skladu z načeli, drugače on določi končno rešitev. Skupno Visoko oblast bodo sestavljale neodvisne osebnosti, ki jih bodo vlade imenovale na paritetni podlagi. Države pristopnice bodo prav tako soglasno izbirale predsednika. Predstavnik Združenih narodov bo pri Visoki oblasti zadolžen, da OZN dvakrat na leto pripravi javno poročilo, v katerem bo predstavljeno delovanje novega organizma, posebej kar zadeva spoštovanje miroljubnih ciljev. »Ustanova Visoke oblasti v ničemer ne prejudicira vprašanja lastnine podjetij. Pri izvajanju svoje naloge bo skupna Visoka oblast upoštevala tako pristojnosti, dane Mednarodni oblasti za Porurje, kot vse vrste obveznosti, ki so bile naložene Nemčiji, dokler bodo te obstajale.«
Glavni cilji deklaracije so bili torej: rojstvo Evrope kot politične entitete, onemogočanje vojne med pridruženimi državami, spodbujanje svetovnega miru, boj proti industrijskih kartelih, revitalizacija evropske ekonomije začenši s sektorjema premoga in jekla in deljenje produkcije s svetom z namenom razvoja in dviga življenjskega standarda, sploh v Afriki.

## Posledice
Združenje premoga in jekla je, s predajo nacionalnega nadzora nad proizvodnjo premoga in jekla, Zahodni Nemčiji ponudilo korak v spravo, Franciji pa hkrati zagotovilo nadaljnji dostop do bogatih nemških naravnih virov.
Skoraj eno leto kasneje, 15. aprila 1951 je Evropska skupnost za premog in jeklo s Pariško pogodbo postala stvarnost in bila s tem prvi korak od Schumanove deklaracije. Ustanovne članice so bile Francija, Zahodna Nemčija, Italija, Belgija, Luksemburg in Nizozemska. Robert Schuman si je za novo Evropo zamislil štiri stebre: »visoko avtoriteto« (ki jo je nasledila Evropska komisija), ministrski svet, skupno skupščino (danes Evropski parlament) in sodišče (v Luksemburgu). Skupni Visoki oblasti je predsedoval Jean Monnet. Ta prelomna organizacija je torej tlakovala pot Evropski gospodarski skupnosti in nato Evropski uniji, kot jo poznamo danes.
Zaradi pomena Schumanove deklaracije in njenega nastanka 9. maja 1950, je bil 9. maj označen kot »Dan Evrope«, dan na katerega se v Evropi praznuje mir in enotnost. V čast deklaraciji in Schumanovem ostalem pomembnemu delu v smeri združene Evrope, je okrožje, v katerem so sedeži več institucij Evropske unije v Bruslju, poimenovano po njem.